# 冠着站
冠着站（日语：／ Kamuriki eki */?）是位於日本長野縣東筑摩郡筑北村坂井，屬於東日本旅客鐵道（JR東日本）篠之井線的鐵路車站。

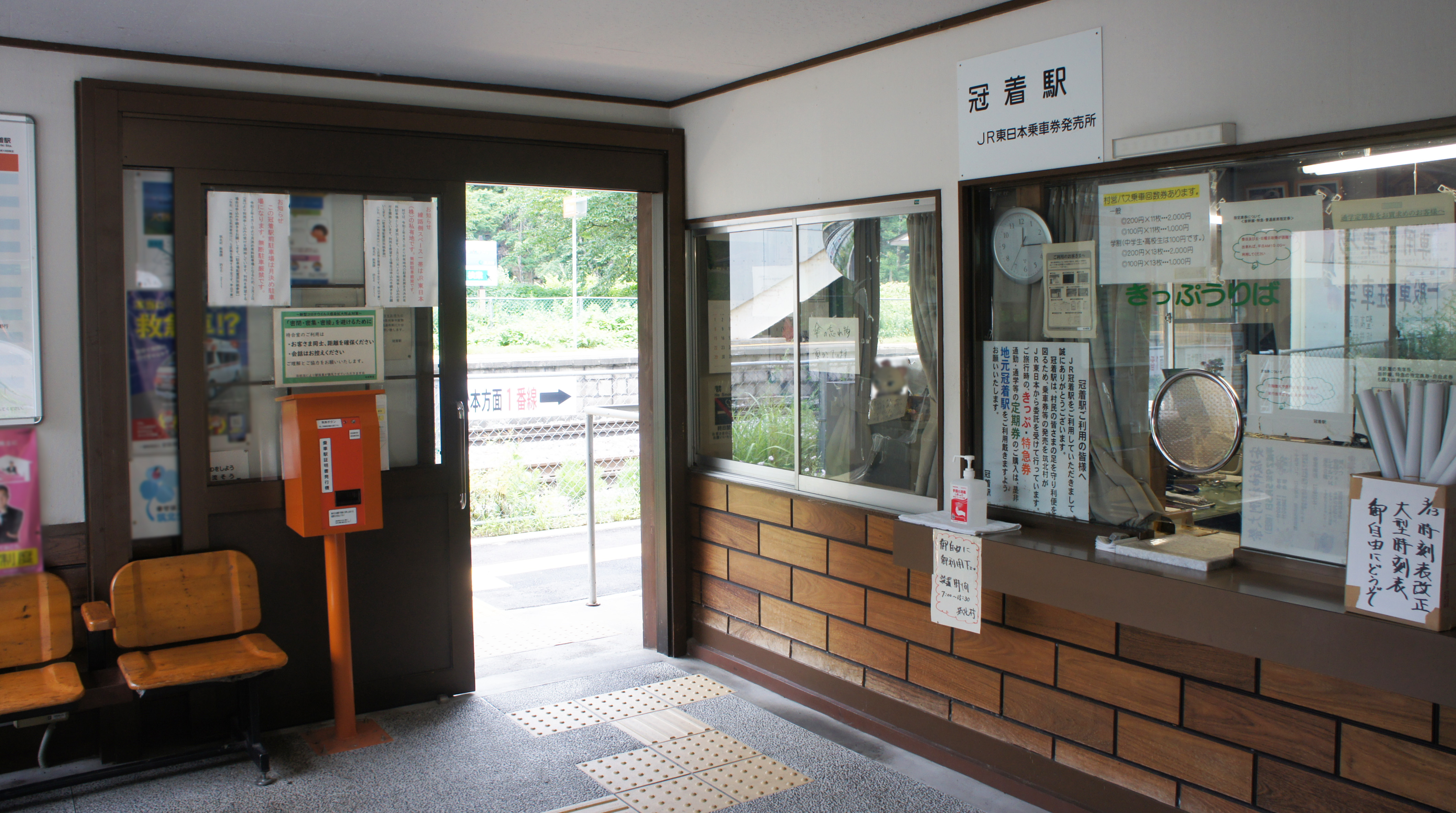
車站內部與驗票口(2021年7月)

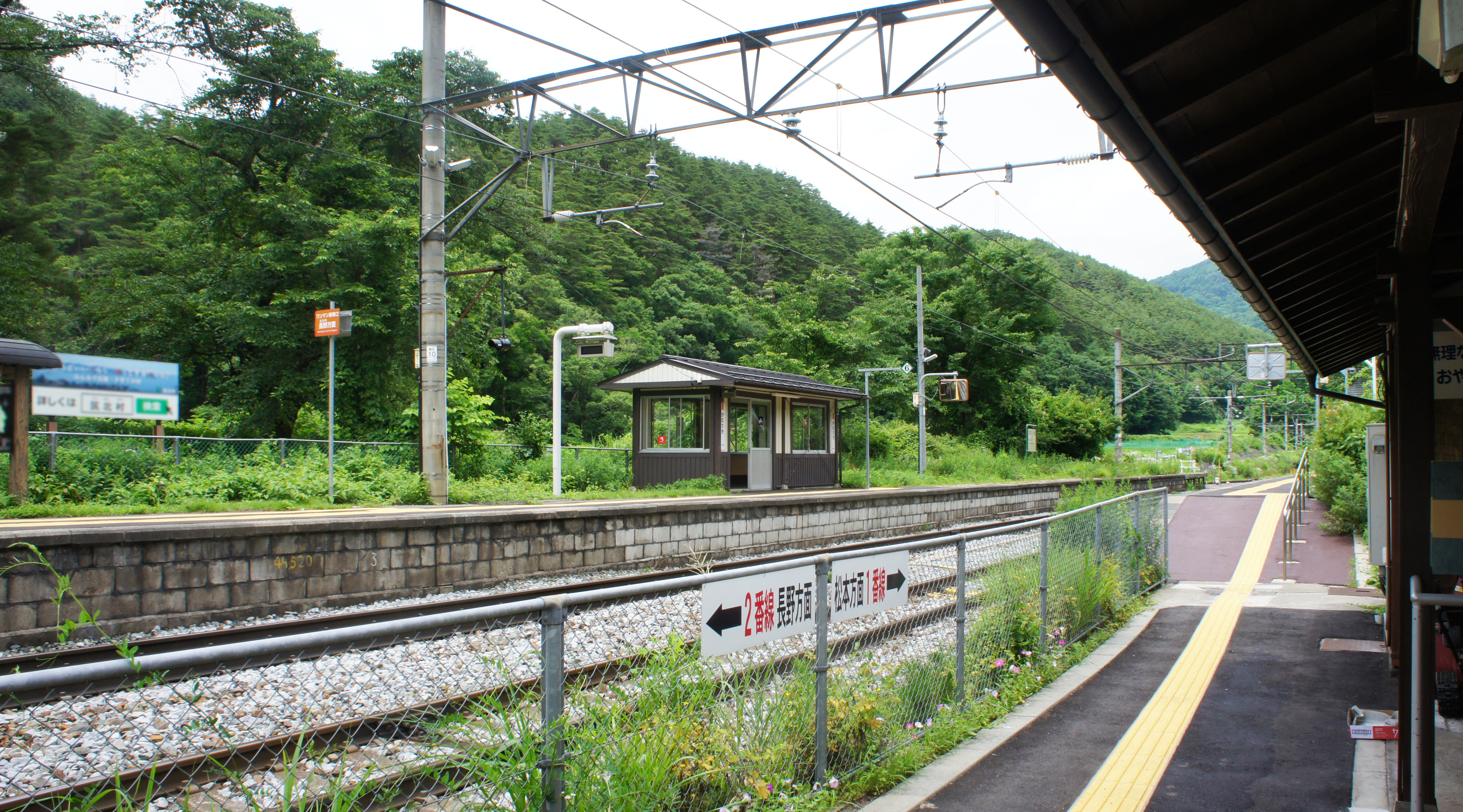
月台(2021年7月)

## 車站結構
本站為对向式月台2面2线的地面车站，设有自由通道和跨线天桥。

### 月台配置
| 月台 | 路線      | 方向 | 目的地           |
| ---- | --------- | ---- | ---------------- |
| 1    | ■篠之井線 | 上行 | 松本、鹽尻方向   |
| 2    | ■篠之井線 | 下行 | 篠之井、長野方向 |

## 历史
- 1937年（昭和12年）1月31日：以冠著信號場的名稱開業。
- 1945年（昭和20年）4月1日：改為現在名稱。
- 1987年（昭和62年）4月1日：國鐵分割民營化，成為東日本旅客鐵道的一個車站。

## 相鄰車站
東日本旅客鐵道
■篠之井線
□快速（只限一部分往松本方向列車停靠）、■普通（包括「水篶」）
聖高原－冠着－姨捨